# Junior Eurovision Song Contest 2011
Junior Eurovision Song Contest 2011 var den niende udgave af Junior Eurovision Song Contest, og fandt sted i Jerevan, Armenien den 3. december 2011. 
| Nr. | Land         | Sprog       | Kunstner           | Sang                   | Sted | Points |
| --- | ------------ | ----------- | ------------------ | ---------------------- | ---- | ------ |
| 1   | Rusland      | Russisk     | Ekaterina Ryabova  | Kak Romeo i Dzjuljetta | 4    | 99     |
| 2   | Letland      | Lettisk     | Amanda Bašmakova   | Mēness suns            | 12   | 31     |
| 3   | Moldavien    | Moldavisk   | Lerica             | No-no                  | 6    | 78     |
| 4   | Armenien     | Armensk     | Dalita             | Welcome to Armenia     | 5    | 85     |
| 5   | Bulgarien    | Bulgarsk    | Ivan Ivanov        | Supergeroy             | 8    | 60     |
| 6   | Litauen      | Litauisk    | Paulina Skrabytė   | Debesys                | 10   | 53     |
| 7   | Ukraine      | Ukrainsk    | Kristall           | Evropa                 | 11   | 42     |
| 8   | Makedonien   | Makedonsk   | Dorijan Dlaka      | Zhimi Ovoj Frak        | 12   | 31     |
| 9   | Holland      | Nederlandsk | Rachel             | Ik ben een Teenager    | 2    | 103    |
| 10  | Hviderusland | Russisk     | Lidiya Zablotskaya | Angely Dobra           | 3    | 99     |
| 11  | Sverige      | Svensk      | Erik Rapp          | Faller                 | 9    | 57     |
| 12  | Georgien     | Georgisk    | Candy              | Candy music            | 1    | 108    |
| 13  | Belgien      | Nederlandsk | Femke              | Een kusje meer         | 7    | 64     |